# DJGPP
DJGPP (DJ's GNU Programming Platform) – 32-bitowy zestaw narzędzi do kompilacji programów, napisanych w językach C i C++, w systemie MS-DOS dla komputerów klasy PC z procesorem 386 lub nowszym. Jego autorem jest DJ Delorie, który rozpoczął ten projekt w 1989 r. DJGPP jest portem popularnego kompilatora GCC na DPMI (DOS Protected Mode Interface).